# Erik Persson (simmare)
Erik Oskar Persson, född 12 januari 1994 i Älvsåkers församling i Hallands län, är en svensk simmare som är specialiserad på 100 och 200 meter bröstsim.

## Karriär
Persson utsågs till årets manliga simmare såväl 2016 som 2017, en utmärkelse som delas ut av Svenska simförbundet. 2017 blev han femma på 200 meter bröstsim vid sim-em i Köpenhamn. Vid Swim Open 2017 satte han nytt nordiskt rekord på 200 m bröstsim med tiden 2:07,85.
Persson en silvermedalj, 2019 i samband med kortbane EM i Glasgow på 200 meter bröstsim, på tiden och det nya nordiska rekordet 2:02,80.
Vid Europamästerskapen i simsport 2021 tog Persson brons på 200 meter bröstsim med tiden 2.07,66, vilket var hans första mästerskapsmedalj i långbana. Vid olympiska sommarspelen 2020 i Tokyo tog sig Persson till final på 200 meter bröstsim,där han slutade på åttonde plats.
På VM i kort bassäng 2021 slutade Persson som fyra i finalen på 200 meter bröstsim med tiden 2.02.91. I juni 2022 vid VM i Budapest blev Persson delad silvermedaljör med japanska Yu Hanaguruma på 200 meter bröstsim.
Vid EM 2024 i Belgrad tog Persson delat guld med bulgariske Ljubomir Epitropov på 200 meter bröstsim.